# Juthbackamarknaden
Juthbackamarknaden är ett årligt evenemang i Nykarleby, arrangerat av Jakobstadsnejdens Veteranbilssällskap, i landskapet Österbotten i Finland.
Marknaden hålls i augusti varje år vid Juthbacka herrgård och pågår 24 timmar. Det började 1979 som en samling för veteranbilsentusiaster med mera och har utvecklats till landets största loppmarknad med 30 000 besökare. Arrangör är Jakobstadsnejdens Veteranbilssällskap.
Det var över 800 försäljare på marknaden 2010 och man brukar ha ca 30 000 besökare.
År 2020 och 2021 inställdes marknaden p.g.a. coronapandemin.